# Albert Ier (prince de Monaco)
Pour les articles homonymes, voir Albert, Prince Albert et Albert Ier.
Albert Ier, surnommé « le Prince savant » ou « le Prince navigateur », né le 13 novembre 1848 à Paris et mort le 26 juin 1922 dans la même ville, est prince souverain de la principauté de Monaco du 10 septembre 1889 jusqu'à sa mort. Ce prince aux multiples facettes, au cœur des sociabilités de la Belle Époque, est une figure emblématique qui par son humanisme, son mécénat, son art de gouverner, sa curiosité scientifique et sa prise de conscience pionnière des enjeux environnementaux, a fortement contribué au rayonnement de son pays.

## Situation personnelle

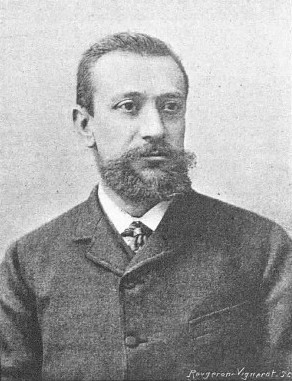
par Eugène Pirou.

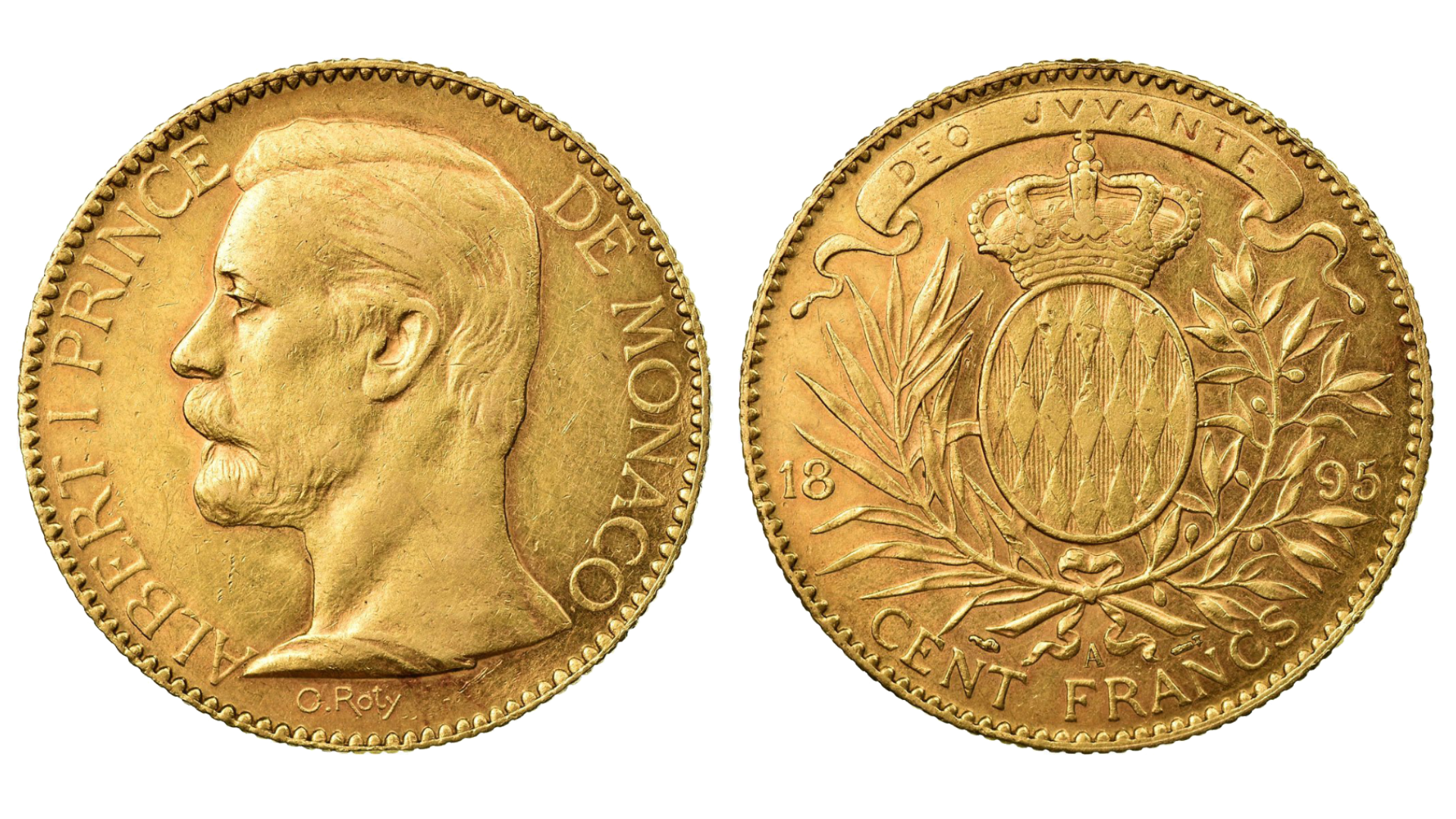
100 francs or de 1895.

Le 13 novembre 1848, naît à Paris, au 90 rue de l'Université (dans l'actuel 7e arrondissement), Albert Honoré Charles Grimaldi, fils du prince Charles III de Monaco et d'Antoinette-Ghislaine de Monaco, née comtesse de Merode.
Le 15 ou le 16 juin 1854, sa mère achète le château de Marchais, en Picardie, à proximité de la Belgique, son pays natal. Le lieu est très important pour le jeune prince : le domaine est le petit paradis de son enfance où il peut satisfaire son goût pour l’exercice physique et sa curiosité pour la nature.
En 13 mai 1858, le jeune prince, âgé de 10 ans, pose symboliquement la première pierre du casino des Spélugues, à l'occasion de l'inauguration de l'Élysée-Alberti.

### Éducation et formation
La formation du prince a d'abord été assurée par des précepteurs, notamment l'abbé Charles Theuret. Il étudie dans une institution à Auteuil puis au collège Stanislas de Paris. Après le décès de sa mère, la princesse Antoinette de Merode, il suit, de 1864 à 1865, les cours du petit séminaire de La Chapelle-Saint-Mesmin dirigé alors par Mgr Félix Dupanloup. En 1865, il commence sa formation d'officier de la Marine impériale française, à Lorient, puis il rentre dans la Marine royale espagnole, où il sert durant deux années à Cadix et aux Caraïbes ; il obtient le grade d'enseigne et de lieutenant de vaisseau. Deux ans plus tard, il prend part à la guerre franco-prussienne de 1870 comme lieutenant de vaisseau dans la marine de guerre française. Il est décoré de la Légion d'honneur.

### Mariages
Par l’entremise de l’impératrice Eugénie (épouse de Napoléon III), il épouse en 1869, au château de Marchais, Lady Mary Victoria Douglas-Hamilton (des ducs d'Hamilton), petite-fille de la grande-duchesse de Bade Stéphanie de Beauharnais et cousine de l’empereur Napoléon III. Cependant le mariage est un échec. Bien qu'enceinte de plusieurs mois, la princesse quitte Monaco pour le grand-duché de Bade, pays de sa famille maternelle. Elle donne naissance à son fils à Baden-Baden.
Le futur prince Louis, né le 12 juillet 1870, ne fait la connaissance de son père qu'en 1880. Le 3 janvier 1880 est prononcée l'annulation du mariage avec la princesse Mary Victoria par la Cour de Rome. Leur fils est reconnu comme légitime.
Le 10 septembre 1889, le prince Albert Ier accède au trône au décès de son père, le jour même, au château de Marchais. Il prend le deuil pour six mois à compter du lendemain.
Albert Ier se remarie civilement le 30 octobre 1889 avec Alice Heine, duchesse douairière de Richelieu, à la légation de Monaco à Paris et à la mairie du 8e arrondissement. Le 31 octobre, le mariage religieux a lieu en la chapelle de la Nonciature. Le prince a rencontré Alice Heine dix ans auparavant, lors d'un séjour à Madère. Albert et Alice n'auront pas d'enfants.
Le 30 mai 1902, un jugement sépare officiellement les deux époux.

## Le prince savant

### Une vocation scientifique
Le prince Albert Ier est contemporain de l’âge industriel marqué par l’essor des « sciences appliquées », et des « sciences pures ». Ces progrès suscitent l’espoir d’un monde plus juste. Dans ce contexte, le prince Albert Ier, qui fréquente de nombreux savants français et étrangers, participe de ce mouvement et développe une sociabilité favorisée par son condisciple du collège Stanislas, Paul Regnard, qui l’introduit auprès des savants du Muséum national d'histoire naturelle, de la Sorbonne et de la faculté de médecine. Il découvre les nouvelles théories de Charles Darwin ou Claude Bernard et y cherche la réponse aux questions fondamentales de l’origine de la vie. Cet idéal de mieux-être pour l’humanité ne l’empêche pas de conserver une distance et d’être conscient parfois des limites du progrès industriel, par ses atteintes possibles sur l’environnement et la biodiversité.

### L’océanographie
En janvier 1865, il visite la frégate cuirassée Normandie dans le port de Cherbourg. C'est l'éveil d'une vocation, il se passionne pour l'exploration océanographique dès les années 1870. En 1873, il achète en Angleterre une goélette, et change son nom de Pleiad en celui d'Hirondelle. Pendant dix ans, il entreprend à son bord des croisières en Méditerranée occidentale et dans l’Atlantique Nord, depuis les Canaries et les Açores, jusqu’en Irlande et à proximité de l’Islande. Il peut ainsi satisfaire son goût des voyages et devenir un navigateur toujours plus expérimenté, en attendant les futures campagnes scientifiques.
En 1884, il voit la présentation au Muséum d’histoire naturelle de Paris des résultats obtenus pendant les trois campagnes du Travailleur (1880-1882) et la campagne du Talisman (1883), lors desquelles des équipes scientifiques dirigées par Alphonse Milne-Edwards, professeur au Muséum de Paris, recueillent des organismes vivants et des données physico-chimiques et topographiques. La visite de cette exposition décide le prince Albert à entreprendre des recherches océanographiques. La vocation se réalise alors dans cette décennie 1880. Dès 1885, il organise de nombreuses campagnes scientifiques océanographiques et cartographiques, au cours desquelles il est accompagné par de nombreux spécialistes dans des navires construits et entièrement dédiés à cette recherche (l’Hirondelle I et II, la Princesse Alice I et II, équipés de laboratoires avec des tables anti-roulis). Il découvre à cette occasion de nouvelles espèces, dont le poisson de grande profondeur Grimuldichtys profondissimus, nommé ainsi en hommage aux Grimaldi.

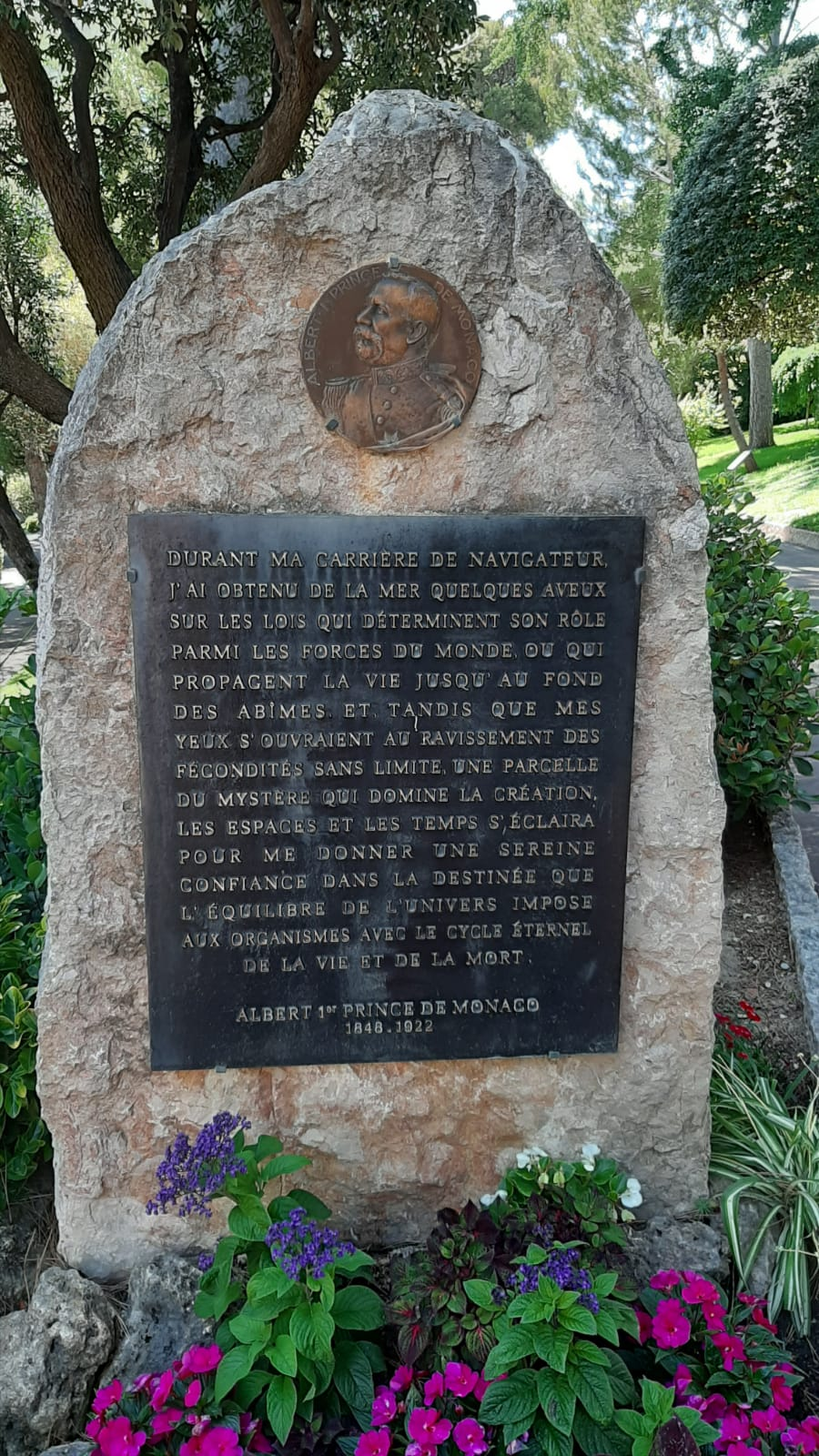
Plaque en hommage au travail océanographique du prince.

Propriétaire et commandant de son navire, le prince ne souhaite pas être réduit au rôle de mécène ainsi que sa position le lui permettrait. Il n’accepte pas davantage d’être un yachtman pratiquant une « océanographie de loisir », à l’instar de la pratique d’autres souverains européens. Pendant toutes ses campagnes, c’est lui qui décide du lieu et du programme de recherche, même s’il ne prétend pas être omniscient. Le prince Albert Ier est représentatif de l’apport scientifique des autodidactes avant la professionnalisation de la science après la Première Guerre mondiale.

#### Les navires et le personnel de bord
Pour pratiquer cette science nouvelle qu’est l’océanographie, le navire est essentiel. Après l’Hirondelle, aménagée pour les travaux scientifiques, sur laquelle il accomplit ses premières campagnes de 1885 à 1889, il fait construire trois yachts, de plus en plus grands, puissants et rapides. En 1890-1891, les chantiers Green de Blackwall près de Londres construisent un trois-mâts goélette équipé d’une machine auxiliaire, long de 53 mètres, d’un déplacement de 650 tonnes, que le prince baptise en hommage à sa seconde épouse, la princesse Alice. Ensuite, la seconde Princesse-Alice est lancée en 1897 aux chantiers Laird de Birkenhead près de Liverpool, pour lui permettre de naviguer dès l’année suivante vers les régions polaires. Long de 73 mètres, ce deux-mâts a un déplacement de 1 400 tonnes ; sa machine permet d’atteindre une vitesse de 13 nœuds. Enfin, une seconde Hirondelle est construite en 1910-1911 aux Forges et chantiers de la Méditerranée à La Seyne. Équipée de deux hélices, d’une longueur de 82 mètres et d’un déplacement de 1 600 tonnes, elle peut naviguer à la vitesse de 15 nœuds grâce à la puissance de ses deux machines de 2 200 chevaux. Ce dernier bateau est plus équipé sur le plan technologique : éclairage électrique, chambres froides, distillateur d’eau de mer, tables à roulis et tables éclairantes, usage de la vapeur et de l’électricité pour les engins du bord, télégraphie sans fil.
À bord de chaque nouveau yacht, le personnel navigant contribue au succès des opérations. Sur l’Hirondelle, l’équipage comprend un maître d’équipage, Jean-Auguste Le Grené, et une quinzaine de matelots, bretons pour la plupart. À bord de la Princesse-Alice, le prince est assisté par un commandant en second britannique Henry Charlwood Carr et trois maîtres d’équipage. La machine rend nécessaire le recrutement mécaniciens et de chauffeurs. Le personnel de service comprend maître d’hôtel, valets, lingères, cambusier, cuisiniers, pâtissier et boulanger. Sur la seconde Princesse-Alice, Carr est remplacé en 1907 par Georges d’Arodes. Charles Sauerwein puis Henri Bourée, officiers de marine français, sont respectivement embarqués en 1902 et 1906. Un opérateur radio est embauché pour la TSF installée sur la seconde Hirondelle.
L’élément permanent de l’état-major scientifique est le principal collaborateur du prince, Jules de Guerne puis Jules Richard. Des savants français et étrangers, de un à quatre selon les années, sont invités à bord, parfois à plusieurs reprises. Leur spécialité varie, depuis l’océanographie physique (Julien Thoulet), la physique et la chimie (l’Écossais John Young Buchanan), le plancton (l’Allemand Karl Brandt), la physiologie (Paul Portier et Charles Richet), la biochimie (Gabriel Bertrand), la zoologie (Louis-Eugène Bouvier) jusqu’à la météorologie (l’Allemand Hugo Hergesell). Un médecin est responsable de la santé du bord.
Dès 1888, un artiste est embarqué à bord pour noter dès leur sortie de l’eau, la forme et les nuances des animaux et des végétaux avant qu’elles se modifient. Cette tâche est confiée à Marius Borrel, Jeanne Le Roux, Charles Boutet de Monvel, au comte italien Witold Lovatelli Colombo, à l'Écossais William Smith, et enfin et surtout, à partir de 1904, à Louis Tinayre, remarquable par la qualité de son travail et les liens personnels qu’il tissera avec le prince. Les plaques autochromes, mises au point par Louis Lumière, sont également utilisée à des fins scientifiques.

#### Les campagnes scientifiques
Les vingt-huit campagnes, organisées et dirigées par le prince Albert entre 1885 et 1915, se déroulent entre mai et octobre et durent de sept à quatorze semaines.
Elles sont organisées en stations, durant lesquelles se succèdent diverses opérations. La première consiste à déterminer la position géographique du navire ; les observations et les calculs pour connaître la latitude et la longitude sont effectués par le commandant en second. Ensuite un sondeur est descendu pour savoir à quelle profondeur se trouve le fond et déterminer la longueur de câble qui doit être filée pour la mise à l’eau des autres engins. Au total, 3 698 stations ont été exécutées sous la direction du prince.
Ces manœuvres permettent d’obtenir deux catégories de résultats ; d’une part, la récolte des organismes animaux ou végétaux de toutes tailles, fixés sur le fond ou mobiles ; d’autre part, la connaissance des caractéristiques du milieu où vivent ces organismes : température, salinité, déplacement des masses d’eau.
Trois des quatre croisières de l’Hirondelle ont pour objectif l’étude du mouvement des masses d’eaux superficielles dans l’Atlantique Nord. Près de 1 700 flotteurs sont mis à l’eau, dans les parages des Açores, le golfe de Gascogne, près de Terre-Neuve et sur le trajet de cette île jusqu’à Lorient. Le lieu et la date auxquels les flotteurs sont récupérés fournissent les éléments pour déterminer le trajet suivi et la vitesse de déplacement. La carte tracée à partir de ces données est un des éléments majeurs présentés dans le pavillon de Monaco à l’Exposition universelle de Paris de 1889. Le prince y a aussi rassemblé les animaux récoltés, les appareils utilisés ainsi que des maquettes et des photographies.
Sept campagnes sont accomplies à bord de la première Princesse-Alice, de 1891 à 1897, en Méditerranée et surtout dans l’Atlantique tempéré dans les parages des Açores, à proximité desquelles il est possible d’avoir accès à des profondeurs considérables. La seconde Princesse-Alice accomplit douze campagnes, de 1898 à 1910, dont quatre au Spitzberg. Il participe en effet à l'exploration du Svalbard, lors de quatre campagnes scientifiques, en 1898, 1899, 1906 et 1907. Il en rédige une cartographie très précise au début des années 1900. Certaines de ces cartes sont encore utilisées de nos jours, à défaut d'en avoir édité de plus récentes. La toponymie du Spitzberg est marquée par le passage du prince Albert Ier, tel le Monacobreen.
Cinq campagnes scientifiques sont accomplies sur la seconde Hirondelle, de 1911 à 1915. Au total, 3 698 stations océanographiques auront été effectuées.

#### Les résultats et leur diffusion
Une fois la campagne terminée, un premier tri des animaux récoltés est fait ; les spécimens sont envoyés pour détermination et examen aux spécialistes, français ou étrangers, du groupe zoologique correspondant. Les conclusions sont présentées par des revues spécialisées et sont intégrées dans la communication que le prince Albert présente à l’Académie des sciences de Paris, après chaque campagne.
Une série spécifique est créée : Résultats des campagnes scientifiques accomplies sur son yacht par Albert Ier, prince souverain de Monaco. À partir de 1889, cent dix volumes sont publiés, imprimés à Monaco.
La contribution scientifique du prince a été notamment décisive dans trois domaines de l’océanographie : l’instrumentation, la cartographie et la propagation des connaissances.
Une instrumentation, diversifiée et adaptée aux opérations, conditionne la fiabilité et des prélèvements. Il ne cesse d’inventer ou d’améliorer des appareils : chalut de surface, flotteurs mis à l’eau par l’Hirondelle, filet à gouvernail, dynamomètre à ressort, sondeur à clef, nasses triédriques et hexagonales, machine à sonder.
Le prince manifeste également un vif intérêt pour la cartographie. Les campagnes dans l’Arctique (1898, 1899, 1906 et 1907) aboutissent à des progrès importants pour la cartographie du Svalbard. L’hydrographie et la topographie de la baie Red, située au nord du Spitzberg, sont précisées dans la carte issue des relevés du lieutenant de vaisseau Guissez. La topographie de la partie nord-ouest de l’île est établie par la mission norvégienne dirigée par Gunnar Isachsen.
La Carte générale bathymétrique des océans demeure la contribution majeure du prince dans ce domaine. Au printemps 1905, les vingt-quatre feuilles de la première édition sont imprimées.
La diffusion des connaissances océanographiques est une préoccupation constante du prince. Il veut faire connaître à un plus large public ses travaux. Il s’y emploie par les publications, la participation à de nombreuses expositions, et la présentation de communications aux académies et sociétés savantes françaises et étrangères, à des congrès nationaux et internationaux.
Sa décision d’édifier à Monaco un Musée océanographique est motivée par sa volonté de conserver, de faire connaître et étudier le produit de ses campagnes scientifiques ; il s’y ajoute le souci de sensibiliser les visiteurs à l’importance du rôle des océans dans les aspects les plus divers de la vie de la planète. Le 26 mai 1898 débutent les travaux du Musée océanographique, après adjudication des travaux. Le 25 avril de l'année suivante est posée la « première pierre » du musée océanographique : il s’agit davantage d’une cérémonie et d'une manifestation « médiatique » et diplomatique, l'une des premières tentatives faites par le prince Albert Ier pour un rapprochement entre la France et l’Allemagne. Entièrement consacré à la mer, le musée, avec laboratoires, collections de pièces rapportées de ses explorations, aquariums de faune et de flore des fonds sous-marin de la Méditerranée, librairie scientifique, archives, etc., est officiellement inauguré le 29 mars 1910. Ni le président français Armand Fallières, ni l'empereur Guillaume II, ne répondent à l’invitation, ce qui ne contribue pas à créer un événement politique. Le « Prince savant » déclare lors de l'inauguration : « Ici, messieurs, vous le voyez, la terre monégasque a fait surgir un temple fier et inviolable dédié à la divinité nouvelle qui règne sur les intelligences ». La création de son pendant l’Institut océanographique de Paris (rue Saint-Jacques, inauguré en 1911) est quant à elle destinée à assurer un enseignement, à la fois universitaire et populaire, des sciences de la mer (voir plus loin).

### Sociétés savantes
Sa présence dans de nombreuses sociétés savantes contribue également à la diffusion et au rayonnement de ses travaux. Le 27 avril 1891, le prince Albert Ier est notamment élu correspondant de l’Académie des sciences de Paris, dans la section de géographie et navigation ; il sera par la suite élu associé étranger de la même Académie des sciences, remplaçant la place laissée vacante par le décès de Lord Kelvin.
En 1907, il est l'un des membres fondateurs de la Société des Amis du Muséum national d'histoire naturelle. Il est membre et de la British Academy en 1909, dont il est décoré de la médaille d'or pour ses nombreuses contributions scientifiques. En 1912, il prononce un Discours à la Real Sociedad geografica de Madrid qui résume bien son ambition d’une internationale scientifique : « Et j’ai fondé l’Institut océanographique où les savants de toutes les nations peuvent travailler en réunissant leurs efforts. Les laboratoires avec le Musée sont à Monaco dans un palais digne de l’humanité intellectuelle ; le centre de diffusion nécessaire pour cette culture nouvelle est à Paris dans le monde universitaire ».
Enfin, son dernier voyage aux États-Unis, en 1921, est la consécration de ses travaux scientifiques. Le 23 avril, le prince reçoit, à New York, la médaille Cullum de la Société américaine de géographie. Le 25 avril au United States National Museum Auditorium de Washington, D.C., le prince Albert prononce le Discours sur l’Océan (Speech on the ocean) devant l'Académie nationale des sciences : « J’ai fait entrer dans le domaine de l’Océanographie l’étude des phénomènes observés dans la haute atmosphère qui plane au-dessus des océans. Il paraît évident que ces espaces reçoivent de la mer les principaux éléments de leur activité, quand on songe aux effets de l’évaporation immense et des vents qui brassent continuellement la surface des eaux ». Le 26 avril, la médaille Agassiz, décernée par l'Académie nationale des sciences, est remise solennellement au prince Albert Ier.

### Anthropologie et préhistoire

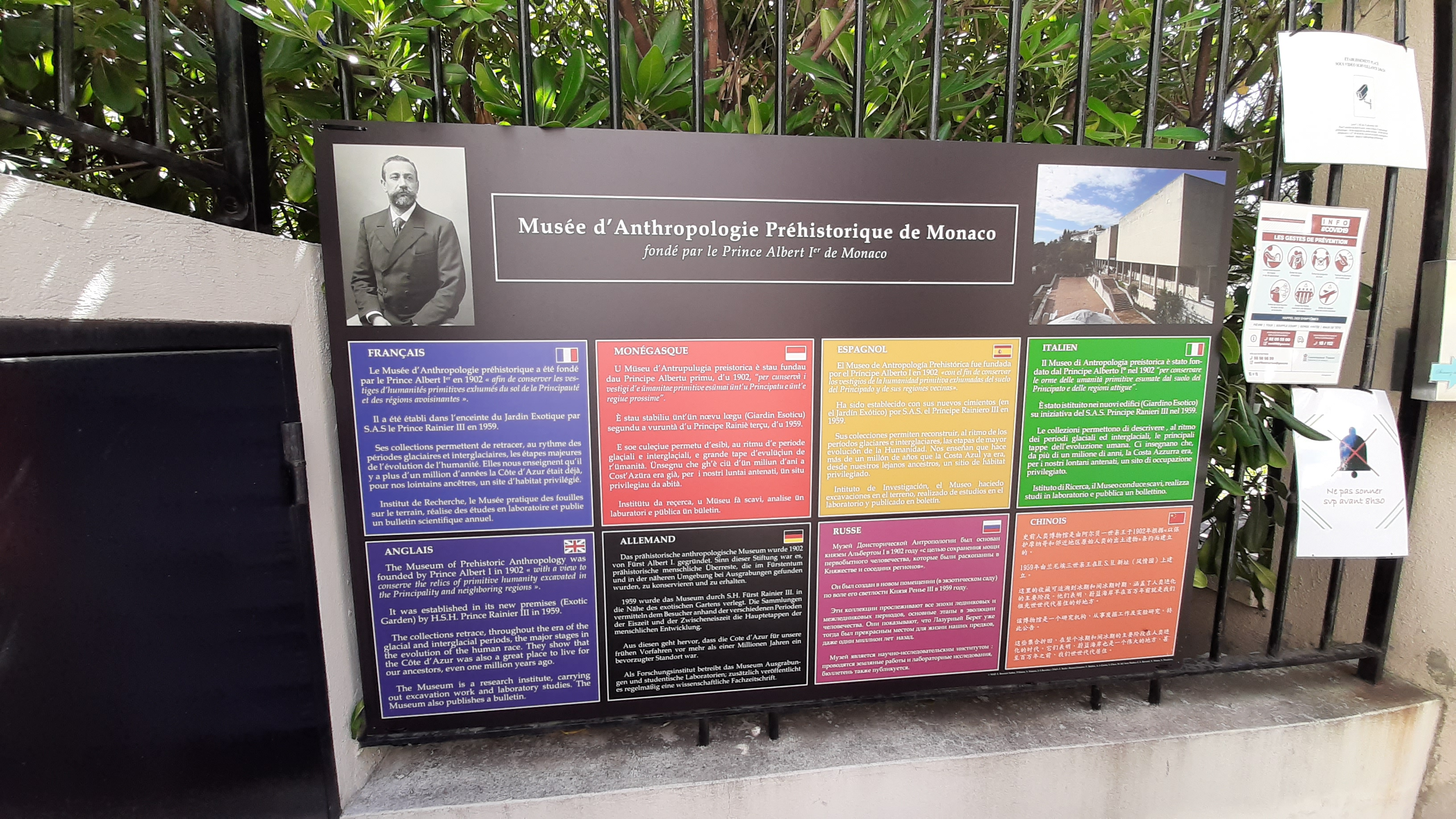
Musée d'anthropologie préhistorique, Monaco.

Sa curiosité historique le porte vers les origines de la vie et de l’humanité, par-delà l’océan. Ses premières investigations personnelles dans les sciences de l’homme se situent aux grottes des Baoussé Roussé, près du hameau italien de Grimaldi, à proximité de Monaco. En 1883, il devient membre de la Société d’anthropologie de Paris et entreprend des fouilles dans ces grottes. Il fait opérer plusieurs campagnes de fouilles archéologiques dont, en particulier, celle des grottes de Grimaldi entre 1895 et 1904. Le 21 avril 1902, il fonde le musée d’Anthropologie préhistorique de Monaco. Par cette action, le prince témoigne de son souci de conservation des collections, souhaitant que les objets préhistoriques et archéologiques recueillis au cours de fouilles ne soient pas dispersés mais restent réunis dans un musée. Le premier directeur est le chanoine Léonce de Villeneuve ; le musée est situé sur le Rocher, dans l’ancien hôtel du Gouvernement, où se tient en 1906 la 13e session du Congrès international d’anthropologie et d’archéologie préhistoriques. Afin de pérenniser les études préhistoriques, Albert Ier fonde en 1910 à Paris l'Institut de paléontologie humaine. Il confie l’exploration des sites préhistoriques à des spécialistes, et finance la publication d’ouvrages dans lesquels sont reproduits les dessins et les gravures rupestres des cavernes espagnoles de Cantabrie relevés par l’abbé Henri Breuil et le prêtre allemand Hugo Obermaier, à qui l’on doit la découverte de la Vénus de Willendorf, installé en Espagne. Cet intérêt constant pour la préhistoire et l’anthropologie trouve son aboutissement avec la fondation à Paris en 1910 de l’Institut de paléontologie humaine (voir plus loin). Le paléontologue et géologue Marcellin Boule participe à sa création et en devient le directeur. L’abbé Breuil, qui n’a que 33 ans, sera nommé professeur en titre à la chaire d’« Ethnographie préhistorique ». Cette situation stable lui donnera les moyens de poursuivre et d’amplifier des recherches si bien commencées et c’est grâce au soutien et à la protection du prince Albert Ier qu’il deviendra un « pape de la préhistoire ».

### Autres domaines scientifiques
Géographie : Les nombreux voyages et explorations permettent au prince de connaître et de décrire le monde dans ses comptes rendus et ses cartes. La géographie est donc au cœur de ses travaux. Il devient membre de la Société de géographie de Paris le 2 juin 1885.
Médecine : Le prince est conscient des applications médicales liées aux ressources de l’océan. La campagne scientifique de 1901 est particulièrement fructueuse sur le plan médical ; elle se déroule à mi-distance des îles du Cap-Vert et de l’Équateur, position la plus méridionale atteinte par le Prince. Une station est effectuée jusqu’à 6 035 mètres, profondeur qui ne sera pas dépassée durant un demi-siècle ; elle permet de remonter un poisson et plusieurs invertébrés. Les travaux, commencés alors par deux physiologistes français, Charles Richet et Paul Portier, sur le venin de la physalie et poursuivis après la croisière à Paris, conduisent à la découverte du phénomène de l’anaphylaxie (une forme très brutale de réaction allergique). Cela vaudra à Charles Richet le prix Nobel de médecine en 1913.
En 1915, le prince Albert est élu associé étranger de l’Académie nationale de médecine de Paris. En 1922, l’Académie de Marine de Paris élit le prince Albert Ier membre associé.

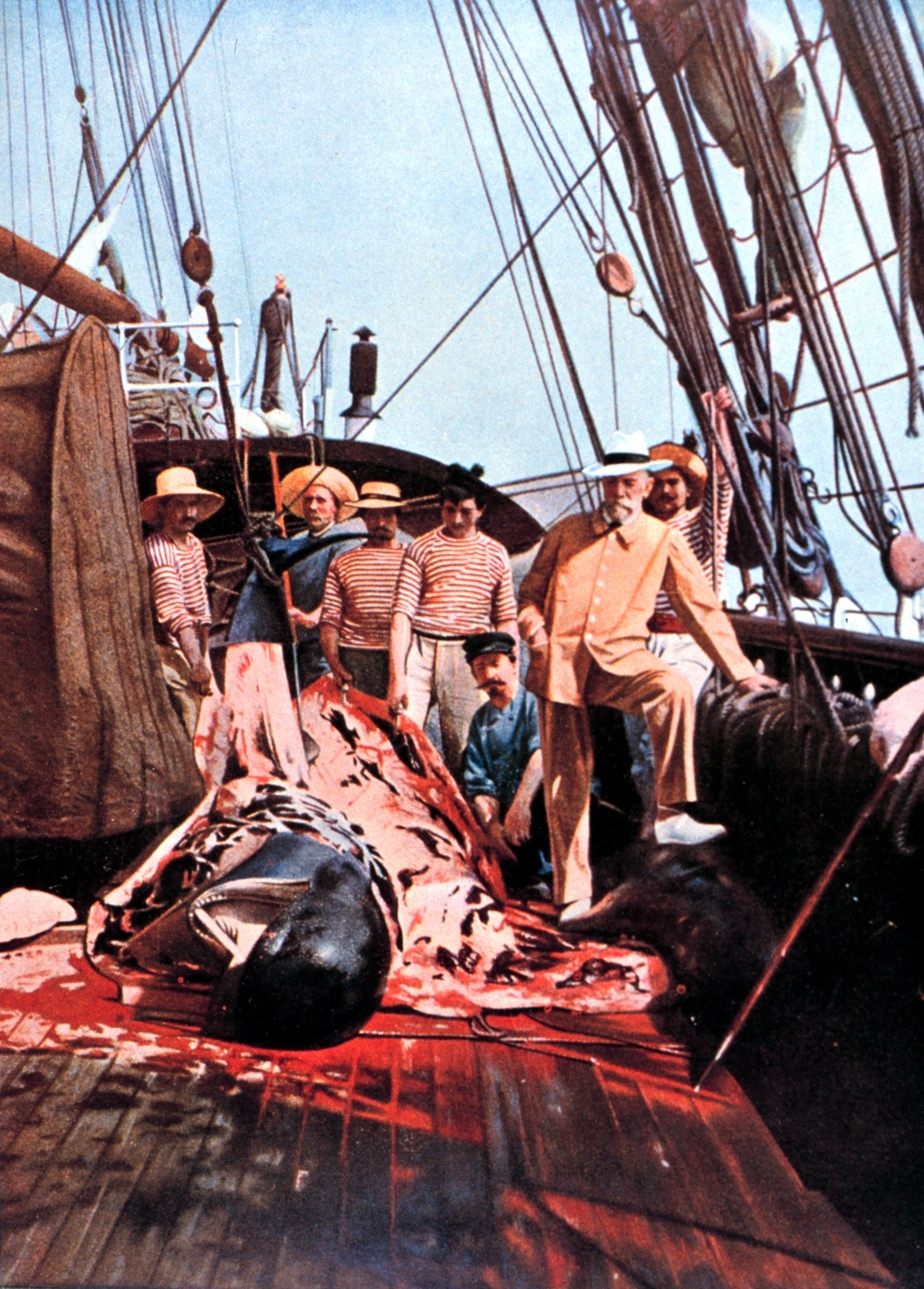
Le prince Albert Ier de Monaco à bord de la Princesse Alice avec un cétacé dépecé.
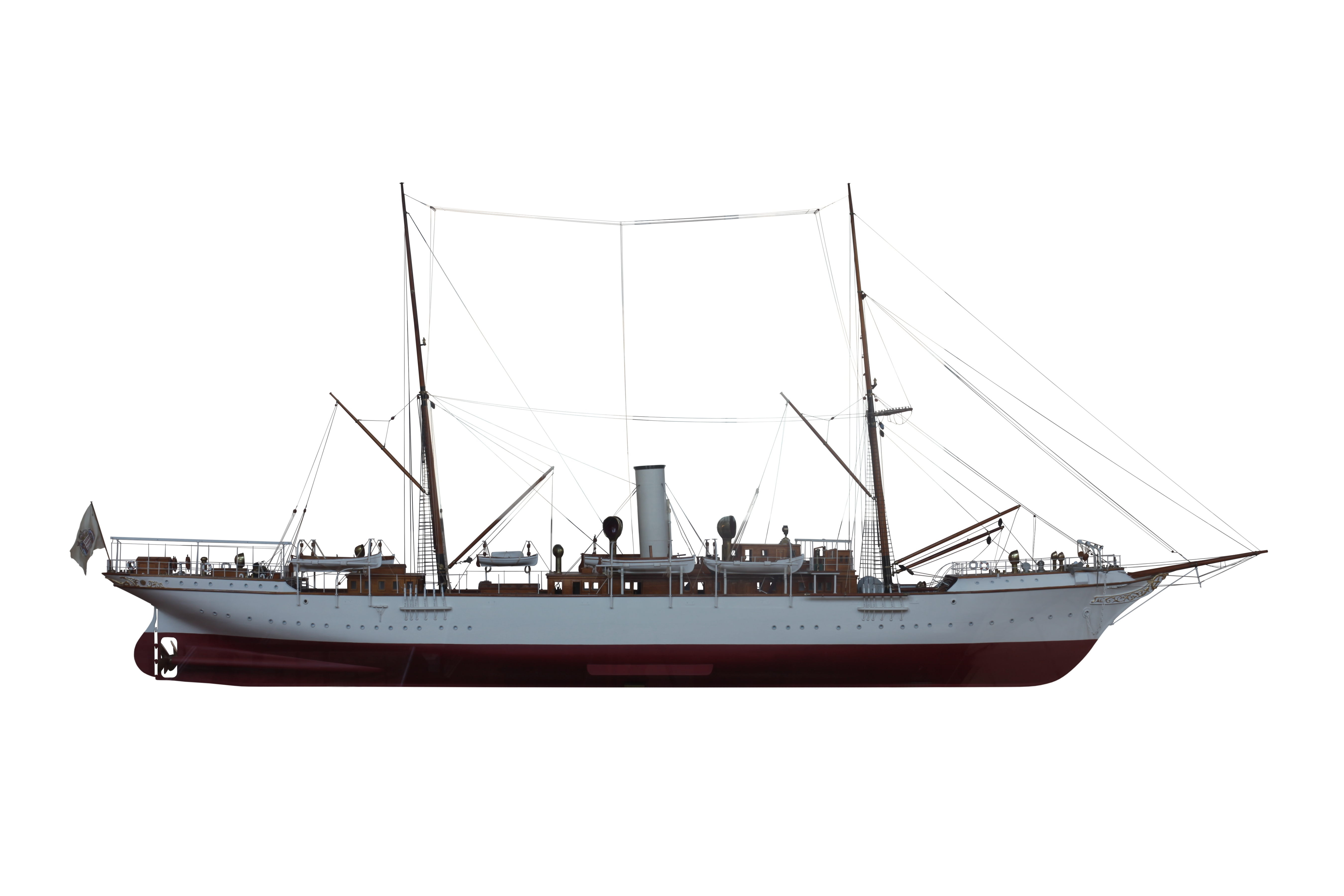
Maquette de l'Hirondelle II.
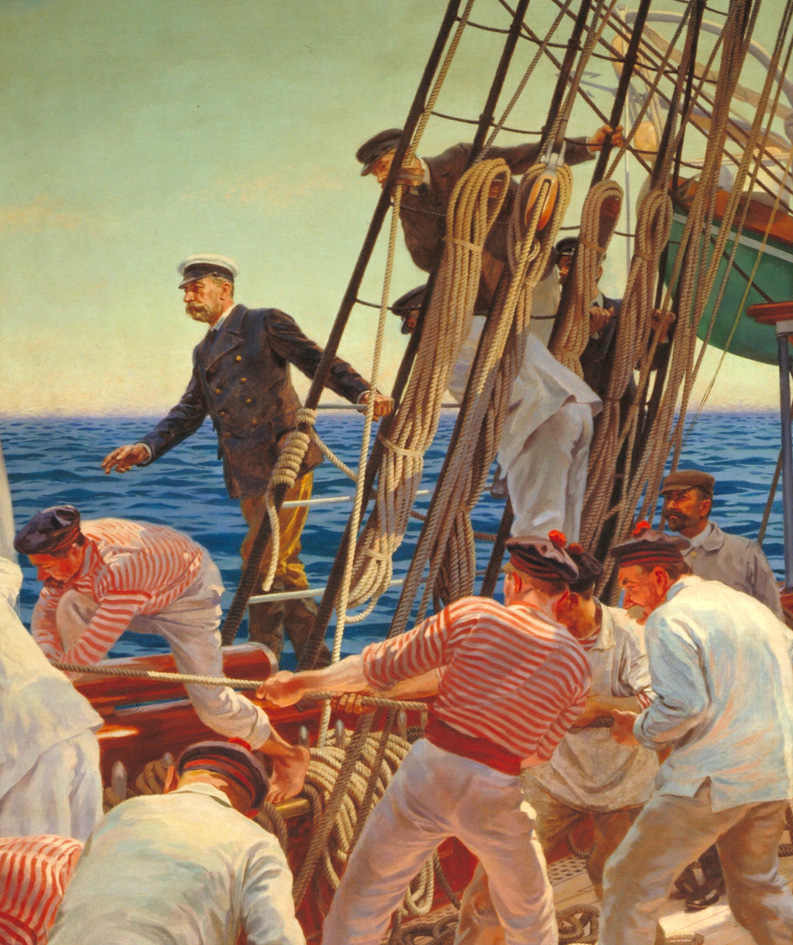
Albert Ier de Monaco agrippé aux haubans du navire. Détail de la fresque du grand Amphithéâtre « le Pont de la Princesse Alice » par L.Tinayre et Alexandre Jean-Baptiste Brun.

## Le souverain
Albert Ier accède au trône le 10 septembre 1889 après le décès de son père Charles III. Ses travaux scientifiques ne l'éloignent pas des nécessités du gouvernement et il s'attache à administrer au mieux son État, où il réside les premiers mois de l'année, dans un équilibre entre modernité et tradition.
De même, sa quête de justice et de vérité le mène à s'intéresser aux affaires extérieures et à s'engager dans de nombreuses causes.
Le 1er juin 1885, le prince Albert, alors à Paris, assiste aux funérailles nationales de Victor Hugo, mort le 22 mai 1885. La cérémonie l’impressionne et la figure de l’écrivain peut guider ses engagements, il rend compte de cet événement le lendemain dans une lettre adressée à son père, Charles III.

### Internationalisme et humanisme

#### Affaire Dreyfus
Dans sa correspondance avec son amie Flore Singer, salonnière parisienne, le prince Albert affiche dès le début de l'affaire des sympathies dreyfusardes. Il correspond également sur le sujet avec son ami Joseph Reinach, journaliste et homme politique engagé dans l'affaire. En février 1898, il réagit au J'accuse… ! de Zola en écrivant à ce dernier : « Votre déclaration contient les plus beaux sentiments qu'une âme puisse exprimer, elle honore l'humanité, elle ajoute un rayon à la gloire de la France […] ». Le 3 juillet 1899, il fait publier dans Le Figaro une lettre adressée à Mme Dreyfus et écrit au capitaine. Cette prise de position publique suscite des réactions passionnées dans les deux camps.
On notera également que le prince Albert Ier nomme le 23 janvier 1920, par une ordonnance souveraine, Armand Lunel professeur de philosophie au lycée de Monaco (ce dernier y enseigne jusqu’en 1953 ; Armand Lunel, écrivain et professeur, premier prix Renaudot en 1926 – Nicolo-Peccavi ou l’Affaire Dreyfus à Carpentras, Gallimard), qui contribuera beaucoup au rayonnement de la Principauté.

#### Pacifisme
L'humanisme d'Albert Ier le conduit à un engagement pacifiste. Sa correspondance avec Bertha von Suttner en témoigne. Du 2 au 6 avril 1902, Monaco accueille le XIe congrès international de la paix, organisé par le Bureau international de la paix de Berne : « On voit que le Prince s’efforce de faire de son petit territoire neutre outre un asile pour les sciences naturelles, mais encore un centre d’internationalisme agissant comme le sont déjà Berne et Bruxelles et comme devrait l’être La Haye (21 janvier 1902) ». Le prince fonde en 1903 l'« Institut international de la paix de Monaco » (1903-1924) ; Gaston Moch en est le président et l’abbé Pichot le vice-président. L’ambition est de promouvoir l’arbitrage et l’internationalisme.
Il tente par ce biais de dissuader le Kaiser Guillaume II d'Allemagne d'enclencher la Première Guerre mondiale. Le 28 juin 1914, il rencontre Guillaume II sur son bateau, le Meteor, à Kiel. Du 1er au 6 juillet, il écrit Réflexions sur seize années de visite à Kiel.
Lorsque la guerre est déclarée, il déclare la neutralité de Monaco et met à la disposition du gouvernement français plusieurs bâtiments monégasques pour l'assistance médicale neutre aux blessés et aux malades (l'Institut océanographique et l'Institut de paléontologie de Paris, ainsi que l'usage de la télégraphie sans fil à bord de son yacht l'Hirondelle ; il met à la disposition du préfet de la Seine une somme de 50 000 francs pour les familles nécessiteuses des militaires appelés sous les drapeaux ; et met à la disposition de la Croix-Rouge française son château de Marchais et l'hôpital de Monaco). Le 22 septembre 1914, il adresse un télégramme de solidarité au président Raymond Poincaré après le bombardement de la cathédrale de Reims. Cet événement choque le prince et entraîne un revirement d’opinion sur l’Allemagne et son empereur. En 1919, le prince publie le livre La Guerre allemande et la Conscience universelle. Un premier tirage sort des presses en décembre 1918 ; le second paraît avec quelques retouches. Les réflexions inspirées par la Grande Guerre sont réunies sous la forme d’une lettre ouverte et d'un pamphlet adressés à Guillaume II.

#### Kiel
La première édition des régates de Kiel a lieu en 1882 ; l'empereur Guillaume II y participe à partir de 1891 et le prince Albert Ier s'y rend pour la première fois en 1898. À partir de cette année, il s'y rend régulièrement sans participer aux régates, pour lesquelles son bateau n'est pas conçu. Il s'agit également d'un événement mondain qui réunit de nombreux chefs d'État ; l'occasion est donnée au prince et Guillaume II de se rencontrer et Albert Ier déploie d'importants efforts pour favoriser le rapprochement franco-allemand.

#### Congrès
Tout au long du XIXe siècle, les congrès internationaux se développent. En 1897, Monaco accueille pour la première fois une réunion internationale, celle qu’organise l’Association littéraire et artistique internationale, fondée sous le patronage de Victor Hugo. C’est le Musée océanographique qui va ajouter à sa vocation scientifique l’accueil de prestigieux congrès. On peut signaler notamment le premier Congrès international de police judiciaire, qui s’est tenu du 14 au 18 avril 1914 à Monaco. Des officiers en provenance de 24 pays se réunissent pour débattre de la coopération dans le cadre de la résolution des enquêtes, des techniques d’identification et des procédures d’extradition. Là est née l’idée de la création d’Interpol ; également, en 1920, le Congrès pour favoriser le développement des stations hydro-minérales, maritimes, climatiques et alpines des nations alliées. En avril et en mai 1920, six congrès se tiennent à Monaco, au Musée océanographique. Ils sont consacrés à l’hydrologie et à la géologie hydrominérale ; à l’hygiène et à la climatologie, aux villes d’eaux ; aux bains de mer et aux stations climatiques ; au tourisme ; à l’alpinisme ; à la thalassothérapie – la séance de clôture de ce dernier Congrès se déroule à San Remo. « Dans nos environs, […], ce respect de la beauté, de ce capital qui appartient à tout le monde et qui fait la fortune de notre région, ne tient pas une place considérable dans l’aménagement de nos montagnes ou de notre littoral ». Au lendemain de la Première Guerre mondiale, le prince Albert Ier se préoccupe à la fois de la santé et du renouveau de l’économie dans un monde fortement touché par la pandémie de grippe espagnole. Le prince considère que le progrès scientifique doit s’accompagner d’un respect des éléments naturels, d’autant plus dans ce contexte de retour à la paix, source de nouveaux espoirs mais également de réserves et d’inquiétudes face aux progrès industriels et urbains nés de la Belle Epoque.

#### Fondations Albert-Ier

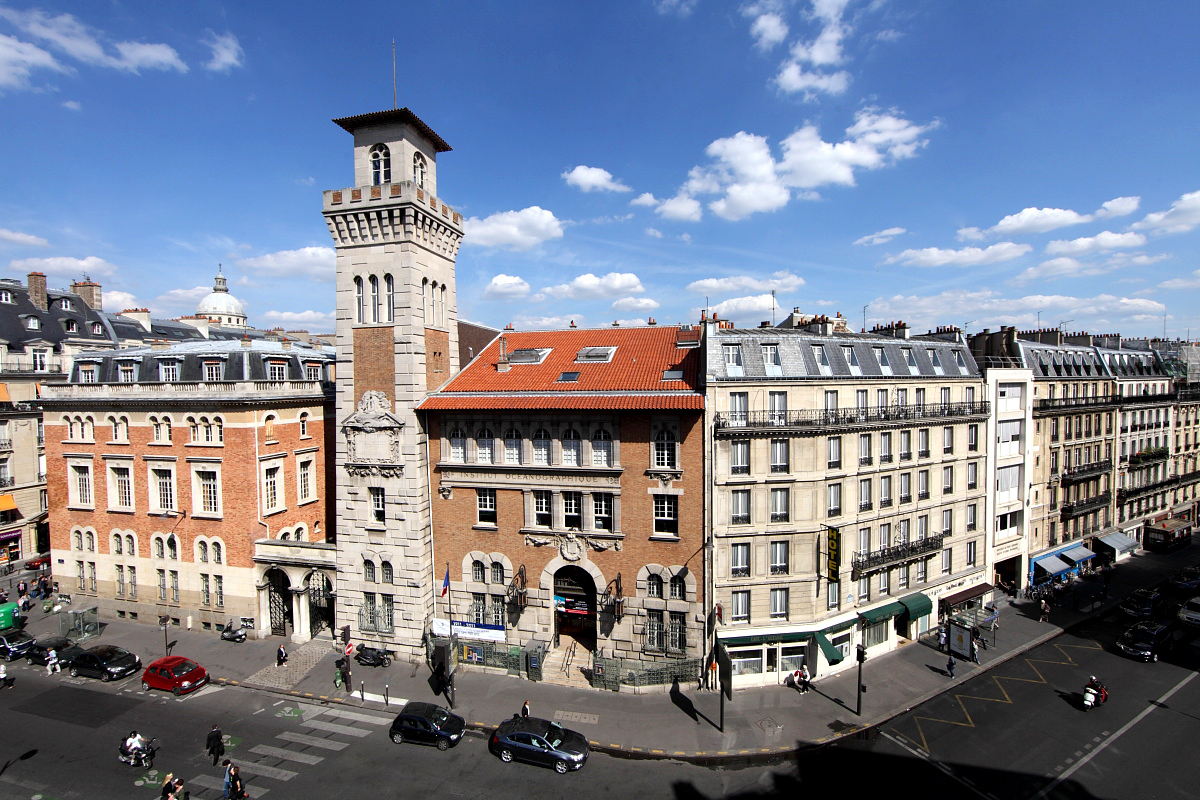
L'Institut océanographique fondé à Paris.

Le rayonnement scientifique contribue aussi à la reconnaissance politique, en témoignent les nombreuses fondations à l'extérieur qui permettent de diffuser les résultats des travaux menés par le prince et ses équipes. En 1906, après des années de recherches et d'expéditions océanographiques, alors âgé de 58 ans, il crée la Fondation Albert Ier, connue sous le nom d'Institut océanographique, rue Saint-Jacques à Paris en France, reconnue d'utilité publique, afin que son œuvre scientifique soit poursuivie et fait don du Musée océanographique de Monaco à sa fondation. L'établissement est situé à côté de l'Institut de géographie. Cinq ans plus tard, le 23 janvier 1911, est inauguré l'Institut océanographique de Paris, rue Saint-Jacques, en présence d'Armand Fallières, président de la République française.
En 1910, il crée une seconde Fondation Albert Ier, à Paris, qui abrite l'Institut de paléontologie humaine reconnue d'utilité publique dont l'objet est « le progrès de la Science sur toutes les questions relatives à l'origine et à l'histoire de l'homme fossile ». Il s'agit du premier centre de recherche au monde entièrement consacré à l'étude de l'homme fossile, constituant une étape essentielle dans le processus d'institutionnalisation de cette discipline. Le 23 décembre 1920 a lieu l'inauguration de l’Institut de paléontologie humaine de Paris (qui a été créé en 1910, construction du bâtiment par Emmanuel Pontremoli et Constant Roux entre 1911 et 1914, rue René Panhard) en présence du président Alexandre Millerand, du ministre de l’Instruction publique André Honnorat et des plus hautes personnalités du monde universitaire.
Il s'agit des deux fondations les plus anciennes, après l'Institut Pasteur, créé en 1887.

#### Expositions universelles
Le prince contribue au rayonnement de la Principauté par une participation active aux événements internationaux. Lors de l'Exposition universelle de Paris (6 mai-6 novembre), en 1889, près de la moitié du Pavillon de Monaco, situé à proximité de la tour Eiffel, est réservé aux engins utilisés par le prince Albert pendant ses campagnes océanographiques et aux résultats de ses travaux scientifiques.
En 1900, la Principauté est également bien présente. Le prince y expose ses collections et les résultats de ses campagnes, ce qui lui vaut des récompenses. C'est également lors de cette exposition qu'il rencontre l'artiste et reporter Louis Tinayre, qu'il engage pour suivre ses campagnes (qu'il rejoint à partir de 1904).

### Politique intérieure

#### Constitution monégasque du5 janvier 1911
En 1910, une période de discussions et de débats, parfois appelée abusivement période de confrontations s'ouvre entre le peuple monégasque et son prince souverain, Albert Ier. Le 16 octobre 1910 se tient au théâtre des Variétés une Assemblée générale des Monégasques, en présence des membres du Conseil communal, auxquels s’adresse Me Suffren Reymond. À la suite de cette réunion, les notables monégasques se rendent en cortège au palais princier. La plupart d’entre eux sont admis dans la cour d’Honneur. Le prince reçoit Suffren Reymond et s’adresse aux Monégasques : « […] Soyez certains que je continuerai à vous appuyer. Mais, je vous le demande, soyez calmes ». Ces échanges et la volonté d'apaisement et d'équilibre entre modernité et tradition conduisent le prince Albert Ier à la rédaction et à la promulgation de la première Constitution de Monaco le 5 janvier 1911. Grâce à cette constitution, octroyée par le prince et préparée par des juristes internationalistes français (Louis Renault, André Weiss, Jules Roche), la principauté devient une monarchie constitutionnelle effective. Par cette constitution est également créé le Tribunal suprême. Cette juridiction supérieure est considérée comme la plus ancienne cour constitutionnelle du monde.

#### Urbanisme

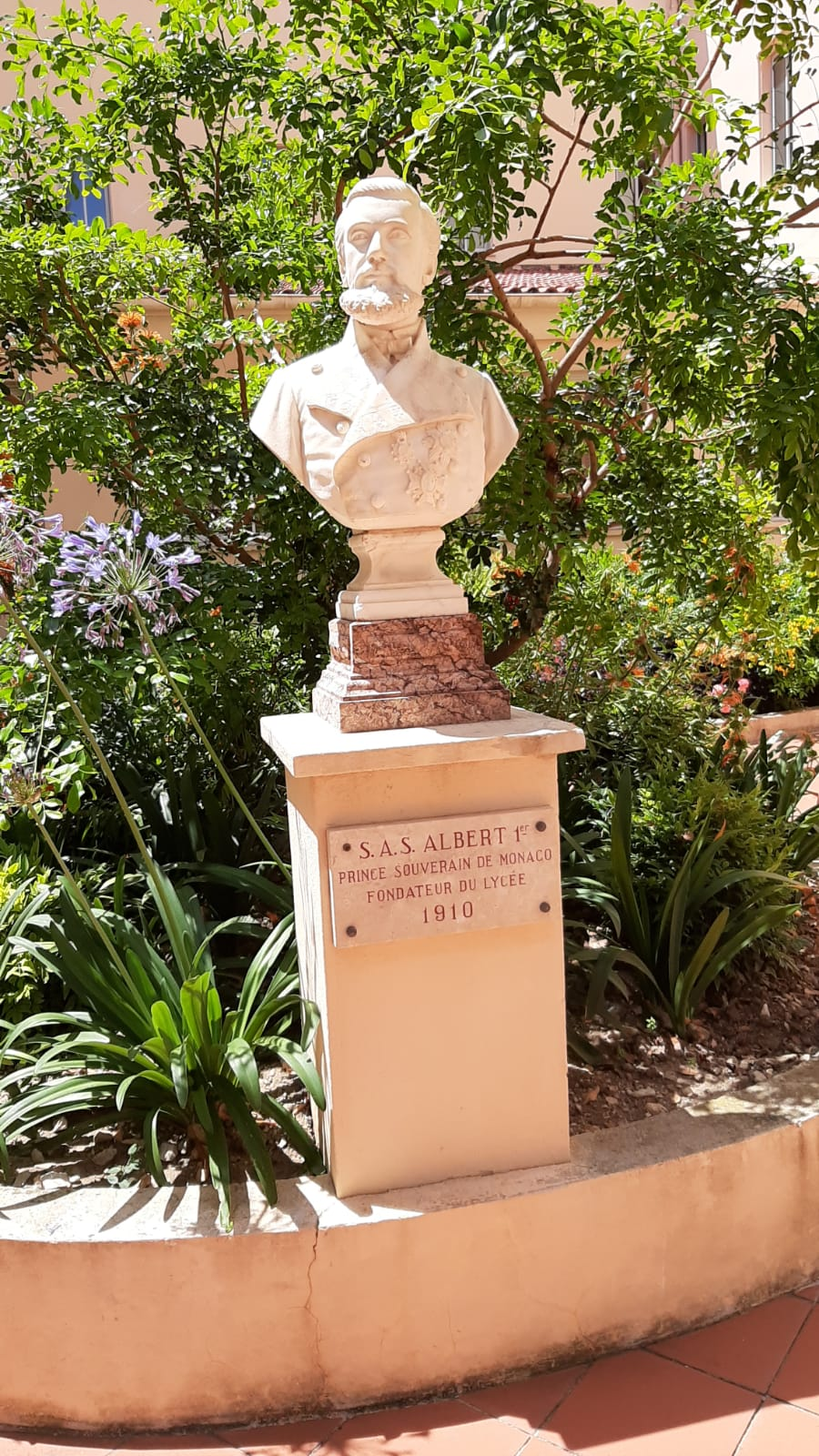
Buste dans la cour d'honneur du lycée

Le prince Albert Ier contribue à l'aménagement et à l'embellissement de la principauté par de nombreux travaux d'urbanisme - jardins Saint-Martin et jardins de Monte-Carlo, tramway, aménagement du port, nouvel hôpital de Monaco en 1902 et Hôtel du Gouvernement (ministère d'État), inauguré en juin 1894 par le prince, et l'ouverture le 4 octobre 1910, du lycée de Monaco.
L'inauguration a lieu à 10 h, en présence du gouverneur général. M. Dessaux, ancien proviseur du lycée de Tournon en est le premier directeur. « Depuis longtemps, S.A.S. le Prince Albert, notre Auguste Souverain, se préoccupait de donner « aux enfants de la Principauté, et de surcroît à ceux du voisinage, une éducation moderne, avec des professeurs d’élite, dans des conditions telles que nos élèves puissent affronter avec les plus grandes chances de succès les examens de l’Université de France […]. L’inauguration d’un établissement secondaire d’instruction laïque est un événement considérable » (4 octobre 1910). À la suite de visites de nombreux établissement scolaires, Gaston Moch tire une sorte de compromis, équilibrant l’avance allemande en matière d’infrastructures et la supériorité française en matière de contenu pédagogique.

## Un prince aux multiples facettes

### Mécénat
Le mécénat du prince Albert Ier s’inscrit dans la continuité des princes de Monaco qui, au XVIIIe siècle ont réuni des collections d’œuvres d’art et protégé les musiciens. Sous son règne, la salle Garnier devient une des scènes les plus courues. La direction audacieuse et dynamique de Raoul Gunsbourg y est pour beaucoup. En 1893, Gunsbourg monte La Damnation de Faust de Berlioz, en version scénique. Le retentissement international est considérable. De même, le prince Albert Ier entretient des amitiés avec certains musiciens, notamment Saint-Saëns et Massenet – qu’il reçoit dans son palais. En 1910, Massenet créé La Nef triomphale, une pièce pour l’inauguration du Musée océanographique. Saint-Saëns, créée, lui, Ouverture de fête. Dans un autre domaine, il faut noter l’inauguration du palais des Beaux-Arts en 1893. La princesse Alice, aux côtés de son époux et de Raoul Gunsbourg, soutient cet important essor artistique qui contribue au rayonnement de la Principauté.

### Sports
Le prince Albert Ier est lui même un sportif accompli (marche, gymnastique, vélo, motocyclette, chasse). Il se passionne pour les nouveautés, en particulier dans le domaine sportif. En 1894, il accomplit le parcours de Paris au château de Marchais en tandem. De 1902 à 1906, il effectue plusieurs randonnées avec l'autocyclette Clément ou la motocyclette Beeston Humber. Il pose ainsi avec cette moto dans la revue La Vie au grand air du 30 mars 1905.   .
En 1904, a lieu le premier Meeting international de canots automobiles, « Exposition et concours de canots automobiles » (2e course après une première épreuve « Paris à la mer » courue sur la Seine en 1903), à l’initiative de Camille Blanc, de Georges Prade (rédacteur en chef de La Vie au Grand Air) et du prince Albert Ier.
Il soutient l'essor des compétitions sportives au tournant du siècle : tennis, golf, compétitions d'escrime, athlétisme, régates, tir au pigeon, tournoi international d'échecs et le médiatique match de boxe entre Carpentier et Sullivan le 29 février 1912.
Du 20 avril au 12 septembre 1920, se déroulent les Jeux olympiques d'été à Anvers. Monaco y participe pour la première fois. Pour ces olympiades, 2 626 athlètes (seulement 65 femmes pour 2 561 hommes), représentant 29 nations, concourront dans 156 épreuves. C’est dans ce contexte que Monaco, qui dispose d'un Comité national olympique depuis 1907, participe à cette manifestation avec ses six sportifs emmenés par le président de cette entité, le comte Albert Gautier-Vignal, qui a travaillé pour donner à Monaco une place sur l’échiquier du sport mondial.
Émile Barral (en) s'aligne au départ du 800 mètres et atteint les quarts de finale. Edmond Médecin termine au vingt-septième rang au saut en longueur avec un bond à 6,03 m. Deux gymnastes sont également en lice. Michel Porasso se classe douzième, Joseph Crovetto vingt-deuxième. Louis Radino et Gaston Médecin, remplaçants, n'auront pas l'occasion de participer à la fête. Les athlètes étrennent la tenue de sport de Monaco, d'un blanc immaculé avec un écu quadrillé de losanges sur le torse.
De même, à la fin de son règne du 24 mars au 31 mars 1921, se déroulent les premiers Jeux mondiaux féminins à Monte-Carlo.
Le contexte est peu favorable au sport féminin, qui souffre de représentations négatives. Le conflit mondial permet une première émancipation. Moins soumises au joug masculin, les femmes vont alors pouvoir se tourner vers des activités qui n’étaient pas envisageables auparavant.
La sportive française Alice Milliat (1884-1957) a un rôle déterminant dans cette impulsion. Elle demande, dès 1919, au Comité international olympique (CIO) d’inclure quelques épreuves féminines au programme des Jeux d’Anvers. Elle décide alors de mettre en place en 1921 les premiers Jeux mondiaux féminins, dont le cadre sera Monte-Carlo. Qualifiés de façon inappropriée d’« Olympiades » par les journalistes, ces jeux se déroulent, faute de stade et de piste, sur le terrain du tir aux pigeons avec les représentantes de cinq nations : Grande-Bretagne, Suisse, Italie, Norvège et France. À l’issue de cette première mondiale, Alice Milliat crée le 31 octobre la Fédération sportive féminine internationale, dont elle devient présidente.

### Rallye de Monte-Carlo
En 1911, il crée le  Rallye automobile Monte-Carlo, remporté cette année-là par le Français Henri Rougier.

### Mutualité
Pour garantir la sécurité et la promotion sociales des travailleurs, le prince participe aux activités des instances françaises et internationales de la Mutualité ainsi qu'à l’œuvre des Universités populaires fondées au tournant du siècle. Le 21 avril 1907, il accepte le titre de président d’honneur de la Fédération internationale de la Mutualité.

### Innovations
Le prince Albert Ier est curieux des innovations de son temps, ce dans plusieurs domaines.
En 1902, des expériences scientifiques sur la télégraphie sans fil ont lieu au château Marchais.
La même année ont lieu les démonstrations d'Alberto Santos-Dumont.
En 1907, l'hélicoptère de Maurice Léger décolle de Marchais et le prince effectue son baptême de l'air sur le dirigeable Ville-de-Paris.

### Audiovisuel
Le prince, en phase avec les innovations technologiques de son temps, est également un pionnier de la photographie et du cinématographe. En janvier 1896, le prince, après la première projection publique au Grand Café, souhaite acheter un appareil Lumière. En 1897, ne souhaitant pas attendre les délais de livraison, il acquiert une caméra Gaumont, qu'il utilise dans la campagne scientifique de la même année où il prend notamment les premières vues animées du Maroc à Safi.

### Philatélie
Il a constitué la collection philatélique qui, enrichie des acquisitions de son fils Louis II, permet la création d'un Musée des timbres et des monnaies par son arrière-petit-fils Rainier III en 1950.

### Récit de voyages
Son principal ouvrage, La carrière d'un navigateur, retrace ses expéditions, des Açores au Spitzberg. Ce recueil de récits autobiographiques, paraît en livre pour la première fois en 1902.

### Environnement
Le prince Albert Ier aime la vie en plein air et la nature sous toutes ses formes. Il aime, comme d'autres naturalistes, à explorer et à décrire le monde. Il s'attache d'ailleurs, en 1904, les services du peintre Louis Tinayre, qui l'accompagnera dans ses campagnes scientifiques. Cette curiosité l'amène à une prise de conscience pionnière des enjeux environnementaux, appelant notamment, à la suite de ses séjours aux États-Unis, à la création de parcs nationaux dans les Pyrénées. Le 25 avril 1921, au United States National Museum Auditorium de Washington, D.C., le prince Albert prononce le Discours sur l’océan (« Speech on the ocean ») devant la National Academy of Sciences : « J’ai fait entrer dans le domaine de l’Océanographie l’étude des phénomènes observés dans la haute atmosphère qui plane au-dessus des océans. Il paraît évident que ces espaces reçoivent de la mer les principaux éléments de leur activité, quand on songe aux effets de l’évaporation immense et des vents qui brassent continuellement la surface des eaux ». Il y dénonce notamment une exploitation excessive et la surpêche. Cette préoccupation n'empêche pas une passion cynégétique qu'il tempère au fil du temps, appelant de ses vœux une « chasse raisonnée ».

## Histoire et mémoire

### Patrimoine

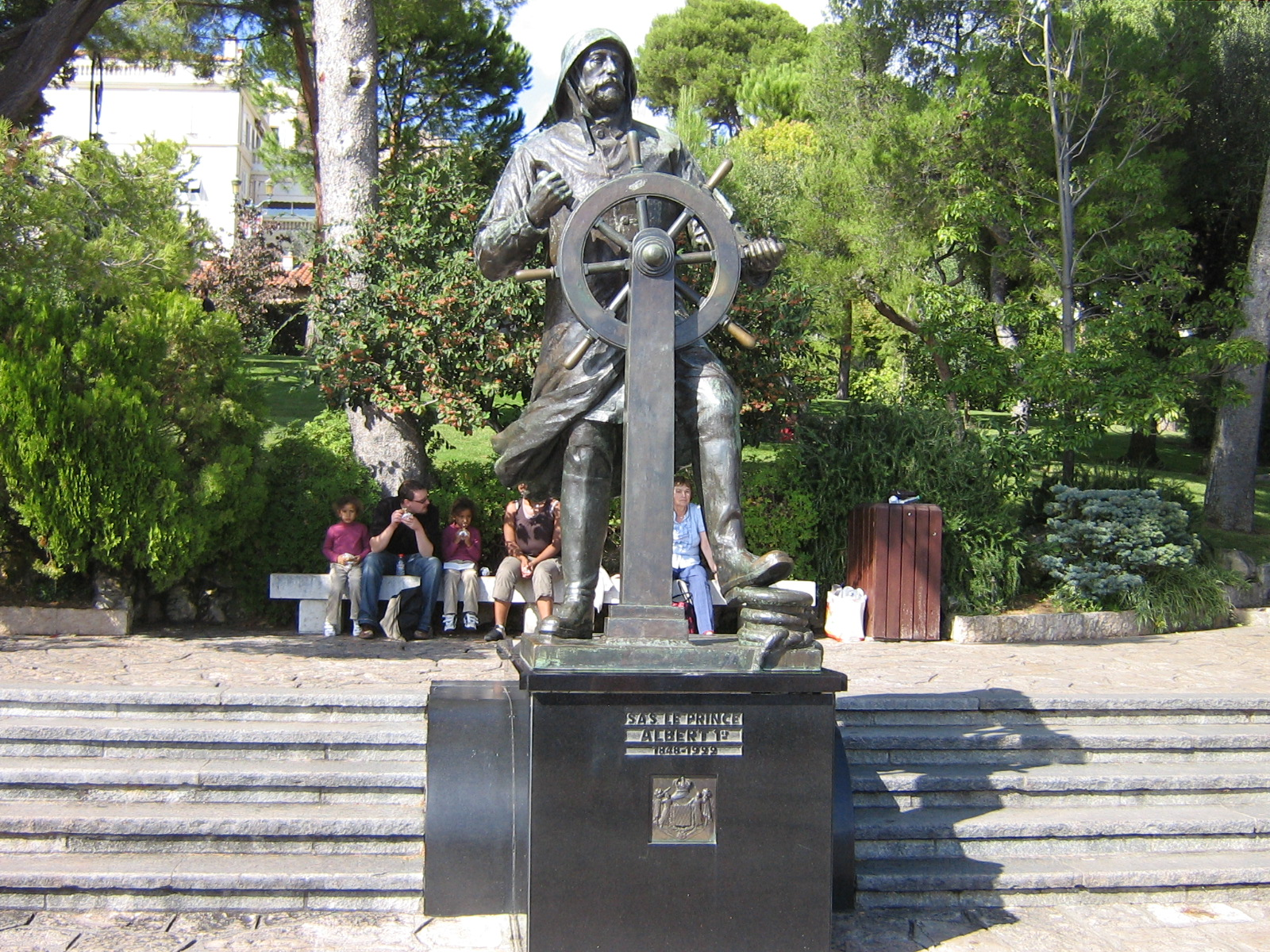
Statue du prince par François Cogné.

Plusieurs édifices attestent encore de nos jours de l’œuvre du prince Albert Ier et perpétuent sa mémoire sur le territoire : sur le Rocher, le musée océanographique, le lycée, la statue de François Cogné (en 1951) dans les jardins Saint-Martin, ainsi que de nombreuses plaques dans des lieux emblématiques.
De même, le monument, réalisé par le sculpteur marseillais Constant Roux, intitulé La Science découvrant les richesses de l'Océan, réalisé à la demande des représentants des colonies étrangères résidant à Monaco, inauguré le 13 avril 1914 place du Palais à l’occasion des fêtes jubilaires pour le 25e anniversaire de l’avènement de son règne. Le groupe, de forme pyramidale, se compose de trois figures féminines : drapée dans un filet, l'Océanographie se campe fière et noble au sommet d'un rocher symbolisant Monaco, le profil du Prince sculpté en demi-relief au côté de l'allégorie le laisse supposer, tandis que deux Néréides nues remontent des abysses plusieurs spécimens de la faune marine.
La veille, le 12 avril, avait été dévoilée une maquette en taille réelle d’environ 9 m de hauteur, en plâtre granité, d'un monument que les Monégasques souhaitaient ériger en l’honneur du prince Albert Ier. La maquette se composait des éléments suivants : un piédestal carré portant, sur la face principale, une dédicace en latin ; au-dessus du piédestal, une colonne à cannelures et chapiteau corinthien portant à sa base, gravés sur des moulures, trois mots : « Constitution », « Hôpital », « Lycée » ; un globe terrestre en marbre blanc représentant la Mappemonde, les mers et les océans étant indiqués en mosaïque bleue surmontait le chapiteau du monument commémoratif offert par la population monégasque à cette occasion, par souscription, boulevard de la Condamine. Cette maquette, puisque le monument ne sera jamais réalisé du fait des circonstances économiques et de guerre, est restée en place jusqu’à sa dégradation et sa destruction du fait des travaux d’aménagement de la zone portuaire.

### Disparition et postérité
Albert Ier meurt en 1922 à Paris, à l'âge de 73 ans. Son fils Louis II lui succède. Les îles du Prince-de-Monaco (Kerguelen) ou le cap Albert-de-Monaco (Antarctique) sont nommés en hommage à son œuvre exploratrice scientifique.
En 1921 est créé le prix Albert-Ier, décerné chaque année par la fondation. Ce prix, décidé par l’Académie nationale de médecine, a pour mission de récompenser un travail qui a fait progresser dans le diagnostic ou le traitement de cancers.
Le 30 juillet 1922 est inaugurée l'avenue Albert-Ier à La Turbie, commune limitrophe de Monaco. En 1932, Paris donne son nom à l'avenue Albert-Ier-de-Monaco, située près du palais de Chaillot.
En 1948, le centenaire de sa naissance est célébré. En 1998, c’est le 150e anniversaire qui est fêté, grâce un important travail scientifique, notamment celui de l’historienne Jacqueline Carpine-Lancre, qui consacre de nombreux ouvrages et articles à l’œuvre du prince Albert Ier.

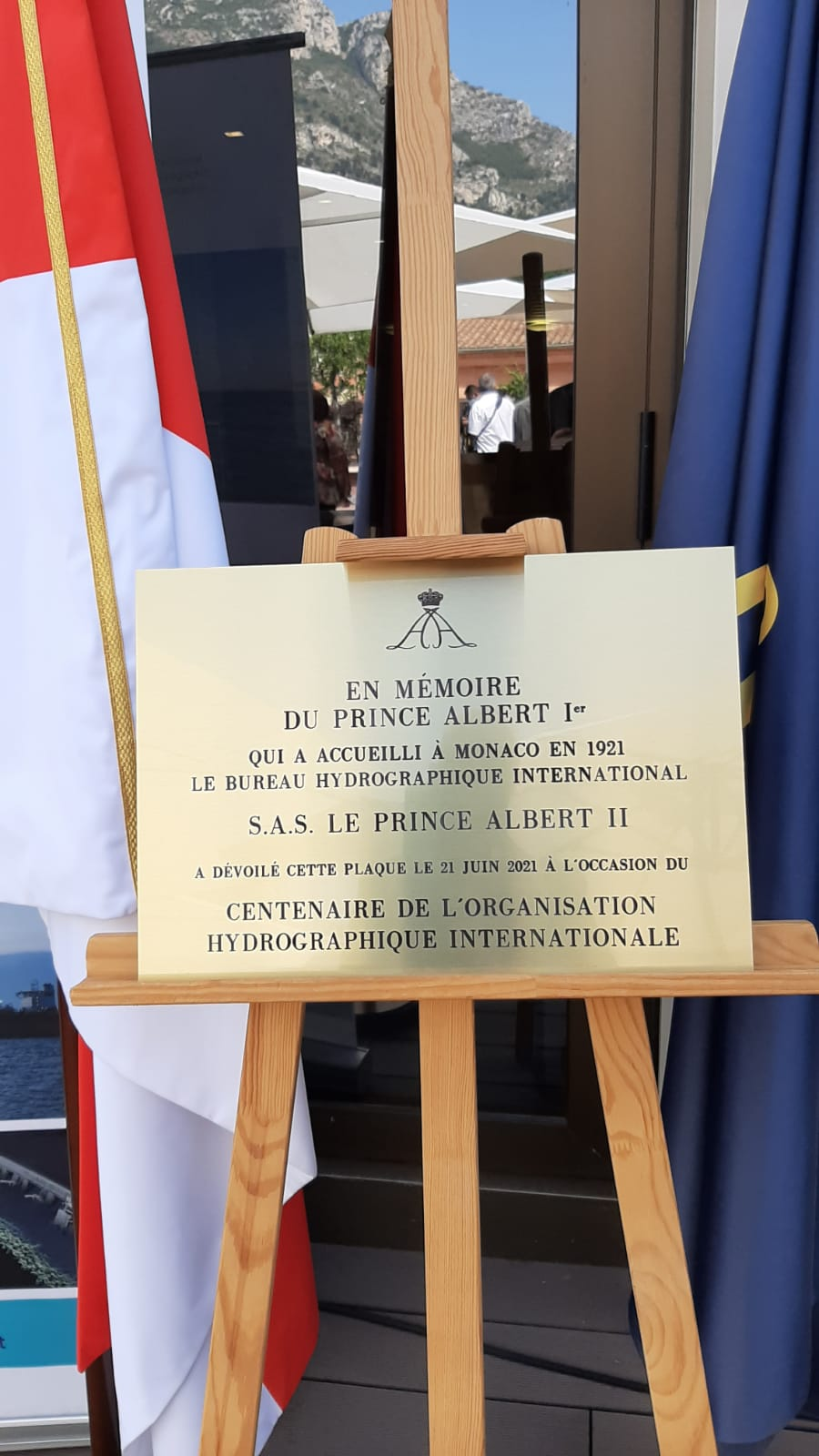
Centenaire de la création du Bureau hydrographique international

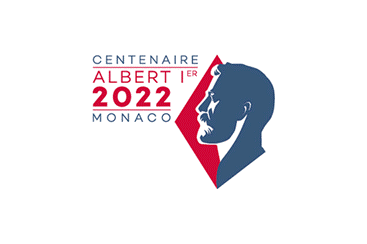
Logo du centenaire

Son arrière-arrière-petit-fils, le prince Albert II, ambitionne de poursuivre l’œuvre de son aïeul avec sa fondation Prince-Albert-II-de-Monaco créée en 2006. Le 29 janvier 2019, il installe le Comité de commémoration Albert Ier-2022, chargé d'organiser et de coordonner les manifestations célébrant l'œuvre d'Albert Ier, à l'occasion du centenaire de sa disparition. De nombreux événements commémoratifs sont organisés en 2022 : plusieurs documentaires, dont celui de Yann-Antony Noghès, Un combat pour la paix ; des hommages dans différents lieux de mémoire, à Monaco et ailleurs ; un colloque international ; une ciné-conférence ; des actions menées par différentes institutions culturelles ; la publication du beau livre Les mondes d'un prince aux éditions de La Martinière ; et de nombreux expositions : au Fram Museum à Norvège (22 juin 2022-31 août 2022), bientôt à Lisbonne au musée de la Marine et pendant l'été 2022 à Monaco, à la gare SNCF, sur les grilles des jardins Saint-Martin et au quai Antoine-Ier avec l'exposition « Albert Ier et Louis Tinayre. Le prince et le peintre. Une amitié à la découverte du monde », du 16 juillet 2022 au 11 septembre 2022.

## Titulature
- 13 novembre 1848 - 20 juin 1856 : Son Altesse Sérénissime le prince Albert de Monaco (naissance) ;
- 20 juin 1856 - 10 septembre 1889 : Son Altesse Sérénissime le prince héréditaire de Monaco ;
- 10 septembre 1889 - 26 juin 1922 : Son Altesse Sérénissime le prince souverain de Monaco.

## Armoiries
| Blason | Blasonnement : Fuselé d'argent et de gueules. |